# Hauptstrasse 305
Die Hauptstrasse 305 ist eine Hauptstrasse im Schweizer Kanton Basel-Landschaft. Die rund acht Kilometer lange Strecke von Bottmingen nach Birsfelden dient als südliche Umfahrung von Basel.

## Verlauf
Die Strasse beginnt in Bottmingen, wo sie die Birsig überquert, und führt zuerst über den Hügel Bruderholz gegen Osten in das Birstal. Bei Münchenstein unterquert sie im 1976 gebauten, 300 Meter langen Tunnel Lange Heid die Bahnstrecke Basel–Aesch, die Strecke der Jurabahn, die Bahnstrecke Basel–Dornach und die Hauptstrasse 273. Danach überquert sie die Birs und erreicht das Stadtgebiet von Muttenz. Mit der Ausfahrt Muttenz/Münchenstein ist sie mit dem Autobahnnetz verbunden. Dort kreuzt sie die Hauptstrasse 2 und führt danach am Birsufer unter den Brücken der Eisenbahn und der Autobahn A2 hindurch. In Birsfelden endet sie in einer Kreuzung mit der Hauptstrasse 3.